# 胡之璧
胡之璧（1934年11月3日—），女，生于南京，原籍安徽潜山，中国中药学、中药生物工程学家，从事中药生物技术、应用现代细胞生物工程技术研究。1950年代取得华东药学院（现中国药科大学）本科和硕士学位，1984年取得德国蒂賓根大學理学博士，并在蒂賓根大學、美国伊利诺大学、奥地利国家植物技术研究中心、德国杜塞尔多夫大学和丹麦奥胡氏大学任访问学者和访问教授。1995年当选中国工程院院士。

## 研究成果
- 在国际上首先培育出转化得率最高的洋地黄细胞株（即著名的“胡氏细胞株”）
- 承担国家级和上海市级重大研究课题24项，1996和2001年获得国家科技进步二等奖、国家中医药管理局一等奖等8个奖项
- 发表80余篇论文

## 头衔
- 上海中医药大学中药研究所名誉所长[3]、研究员
- 国家中医药管理局中药生物工程重点研究室主任
- 上海市教育委员会中药学重点学科带头人